# Nuculana leonina
Nuculana leonina är en musselart som först beskrevs av Dall 1896.  Nuculana leonina ingår i släktet Nuculana och familjen tandmusslor. Inga underarter finns listade i Catalogue of Life.